# Kappa Phoenicis
Kappa Phoenicis (κ Phe / κ Phoenicis) è una stella della costellazione della Fenice. La sua magnitudine apparente è +3,90 e dista 78 anni luce dalla Terra.

## Osservazione
Si tratta di una stella situata nell'emisfero australe celeste, e la sua posizione moderatamente australe fa sì che questa stella sia osservabile specialmente dall'emisfero sud, in cui si mostra alta nel cielo nella fascia temperata; dall'emisfero boreale la sua osservazione risulta invece più penalizzata, specialmente al di fuori della sua fascia tropicale, e risulta invisibile più a nord del parallelo 46°N . La sua magnitudine pari a 3,90 le consente di essere scorta anche dai piccoli centri urbani, sebbene un cielo non eccessivamente inquinato sia maggiormente indicato per la sua individuazione.
Il periodo migliore per la sua osservazione nel cielo serale ricade nei mesi compresi fra luglio e novembre; nell'emisfero sud è visibile anche per buona parte dell'inverno, grazie alla declinazione australe della stella, mentre nell'emisfero nord può essere osservata in particolare durante i mesi autunnali boreali.

## Caratteristiche fisiche
Epsilon Phoenicis è una subgigante bianca di classe spettrale A5IVn, anche se altri studi la classificano di classe A7V, dunque di sequenza principale. Come suggerisce la lettera "n" nella sua classificazione, la stella è circondata da un disco circumstellare, così come Fomalhaut e Vega, o da una cintura asteroidale, come inferibile da un eccesso nella radiazione infrarossa che la stella emana. Questa cintura, secondo modelli teorici, è situata a circa 28 UA dall'astro, una distanza piuttosto bassa data l'età della stella, e ciò viene attribuito all'effetto Poynting-Robertson. 
La stella ha una massa 2,9 volte quella solare ed un raggio 1,7 volte superiore ed è 12 volte più luminosa del Sole. Come altre stelle di questa classe ha un'alta velocità di rotazione, equivalente a 245 km/s.